# Lee Seung-woo
Lee Seung-woo (hangul: 이승우), född 6 januari 1998 i Suwon, är en sydkoreansk fotbollsspelare. Han representerar Sydkoreas fotbollslandslag.